# 姚让
姚让，黄陂人，是一名清朝政治人物。贡生出身。
姚让曾于康熙五十一年接替王鹏任福州府知府一职，康熙五十五年由李舜卿接任。